# 井上梨名
井上 梨名（いのうえ りな、2001年〈平成13年〉1月29日 - ）は、日本のアイドルであり、女性アイドルグループ櫻坂46のメンバーである。兵庫県出身。Seed & Flower所属。

## 略歴
2001年（平成13年）1月29日に生まれる。
2018年（平成30年）8月19日、『坂道合同新規メンバー募集オーディション』に合格した。同年11月29日に欅坂46へ配属されることが決定する。同年12月10日に日本武道館で開催された『欅坂46二期生 / けやき坂46三期生 お見立て会』で、欅坂46の2期生としてお披露目された。
2020年（令和2年）10月14日、自身が所属するグループが欅坂46から櫻坂46に改名される。
2021年（令和3年）4月14日に発売された櫻坂46の2ndシングル『BAN』で、初めて表題曲の歌唱メンバーに選ばれた。
2022年（令和4年）6月5日からは、『櫻坂46 こちら有楽町星空放送局』（ニッポン放送）の4代目メインパーソナリティを務めている。
2023年（令和5年）4月5日から6月28日まで、『ラヴィット!』（TBS）の「ラヴィット!ファミリー」水曜担当として出演した。同年4月7日から放送の『サクラミーツ』（テレビ朝日）に、同じく櫻坂46のメンバーである大沼晶保、武元唯衣、増本綺良と共にレギュラー出演を開始する。同年10月18日に発売された櫻坂46の7thシングル『承認欲求』の収録曲「確信的クロワッサン」では、自身初のセンターポジションを担当している。

## 人物
ファンからの主な愛称はいのり。身長163 cm。
家族は兄が2人いる。
滑舌があまり良くないため、「ざ行」が言えないという。そのことについてしばしば周囲から指摘されることがあり、欅坂46の冠番組『欅って、書けない？』（テレビ東京）で行われた企画で、井上のキャッチコピーを考えた際には、井上の母親が考えたものは「“ざじずぜぞ” ザ行が言えない女の子!!」であり、元メンバーの小林由依が考えたものは「ざじずぜぞって言われへん滑舌の悪さも愛嬌として許してや」であった。
櫻坂46に所属するメンバーの中で「人一倍バラエティ意識が高いメンバー」とも評される。櫻坂46の冠番組『そこ曲がったら、櫻坂?』（テレビ東京）では、積極的に番組を盛り上げようとする姿勢を見せており、しばしばMCやメンバーの武元唯衣などとの掛け合いなどで周囲から笑いを取る様子が見られる。同番組でMCを務めるハライチ・澤部佑からは「櫻坂46の秘密兵器」と評されている。

### 嗜好・趣味
少女漫画が好きであるという。また、レゴが好きで、櫻坂46の公式チャンネルには、レゴランド・ジャパンに訪れた動画も投稿されている。そのほか、クラシック音楽が好きで、特にショパンの楽曲が好きであると語っている。
好きな食べ物として、イチゴ、牛タン、アイスクリームを挙げている。

### 特技
自身が5歳の頃から始めたピアノが得意であるという。また、しばしばメンバーの名前を用いて作詞作曲をしているという。これらに関連して、メンバーの山﨑天が中学校から卒業した際には、大沼晶保が作詞、井上が作曲した楽曲を、メンバー数名と共に山﨑にプレゼントした。その際に、井上はピアノを演奏している。さらに、メンバーの匂いから連想される楽曲をセレクトできるといい、それを井上自身は「匂い選曲ソムリエ」とよんでいる。
ソフトテニスやドッジボールなど球技系が得意であるという。

### 欅坂46・櫻坂46
ペンライトカラーは、    ブルー ×     ブルー。
『坂道合同新規メンバー募集オーディション』の中で行われたSHOWROOM審査における番号は76であった。
幼少期からアイドルが好きであったが、アイドルになることは小学生の時に一度あきらめていたという。しかし、高校生の時、自身の友人達が夢に向かって頑張っている姿勢を見て、アイドルになることに挑戦してみようと決意し、『坂道合同新規メンバーオーディション』に応募した。

#### 楽曲・ユニット
欅坂46・櫻坂46の楽曲のうち、センターポジションを担当しているものは、「確信的クロワッサン」の1曲である。
楽曲を持つユニットとして、松田里奈との「On my way」を歌唱するユニット「ふたりな」がある。

## 作品

### シングル
欅坂46
- 誰がその鐘を鳴らすのか?（2020年8月21日）

櫻坂46
- なぜ 恋をして来なかったんだろう？（2020年12月9日、SRCL-11620/8）- EAN 4547366481594。
- Plastic regret（2020年12月9日、SRCL-11622/3）- EAN 4547366481600。
- BAN（2021年4月14日、SRCL-11748/56）- EAN 4547366498608。
- 君と僕と洗濯物（2021年4月14日、SRCL-11750/1）- EAN 4547366498615。
- 櫻坂の詩（2021年4月14日、SRCL-11756）- EAN 4547366498646。
- Dead end（2021年10月13日、SRCL-11920/8）- EAN 4547366524567。
- ソニア（2021年10月13日、SRCL-11920/1）- EAN 4547366524567。
- On my way （2021年10月13日、SRCL-11924/5）- EAN 4547366524581。
- 五月雨よ（2022年4月6日、SRCL-12130/8）- EAN 4547366549829。
- 僕のジレンマ（2022年4月6日、SRCL-12130/8）- EAN 4547366549829。
- I'm in（2022年4月6日、SRCL-12130/1）- EAN 4547366549829。
- 恋が絶滅する日（2022年4月6日、SRCL-12138）- EAN 4547366549867。
- 桜月（2023年2月15日、SRCL-12420/8）- EAN 4547366599756。
- 無念（2023年2月15日、SRCL-12420/1）- EAN 4547366599756。
- もしかしたら真実（2023年2月15日、SRCL-12422/3）- EAN 4547366599763。
- 魂のLiar（2023年2月15日、SRCL-12424/5）- EAN 4547366599770。
- その日まで（2023年2月15日、SRCL-12428）- EAN 4547366599794。
- Start over!（2023年6月28日、SRCL-12590/8）- EAN 4547366621686。
- コンビナート（2023年6月28日、SRCL-12592/3）- EAN 4547366621693。
- 一瞬の馬（2023年6月28日、SRCL-12596/7）- EAN 4547366621716。
- ドローン旋回中（2023年6月28日、SRCL-12598）- EAN 4547366621723。
- 確信的クロワッサン（2023年10月18日、SRCL-12670/1）- EAN 4547366642025。
- 隙間風よ（2023年10月18日、SRCL-12678）- EAN 4547366642063。
- 何歳の頃に戻りたいのか？（2024年2月21日、SRCL-12790/8）- EAN 4547366663501。
- 泣かせて Hold me tight!（2024年2月21日、SRCL-12798）- EAN 4547366663549。
- 自業自得（2024年6月26日、SRCL-12920/8）- EAN 4547366685695。
- イザベルについて（2024年6月26日、SRCL-12922/3）- EAN 4547366685701。
- もう一曲 欲しいのかい？（2024年6月26日、SRCL-12928）- EAN 4547366685732。
- 僕は僕を好きになれない（2024年10月23日、SRCL-13030/1）- EAN 4547366708943。
- 嵐の前、世界の終わり（2024年10月23日、SRCL-13034/5）- EAN 4547366708967。
- 19歳のガレット（2024年10月23日、SRCL-13036/7）- EAN 4547366708974。
- Nothing special（2025年2月19日、SRCL-13210/1）- EAN 4547366728231。
- 紋白蝶が確か飛んでた（2025年2月19日、SRCL-13212/3）- EAN 4547366728248。
- ULTRAVIOLET（2025年2月19日、SRCL-13216/7）- EAN 4547366728262。
- 港区パセリ（2025年6月25日、SRCL-13360/1）- EAN 4547366751291。
- 君のことを想いながら（2025年6月25日、SRCL-13366/7）- EAN 4547366751321。

### アルバム
欅坂46
- 永遠より長い一瞬 〜あの頃、確かに存在した私たち〜（2020年10月7日、SRCL-11510/6）- EAN 4547366450224。

櫻坂46
- As you know?（2022年8月3日、SRCL-12174/9）- EAN 4547366567960。
- Addiction（2025年4月30日、SRCL-13290/5）- EAN 4547366737424。

### 映像作品
- 欅坂46 二期生特典映像「Avenir」（2019年2月27日）- EAN 4547366383348。
- 欅坂46 LIVE at 東京ドーム 〜ARENA TOUR 2019 FINAL〜（2020年1月29日）- EAN 4547366438758。
- 欅共和国2019（2020年8月12日）- EAN 4547366462937。
- 欅坂46 ANNIVERSARY LIVE Director's Cut Collection（2020年10月7日）- EAN 4547366450224。
- 欅坂46 ARENA TOUR Director's Cut Collection（2020年10月7日）- EAN 4547366450231。
- KEYAKIZAKA46 Live Online, but with YOU!（2020年12月9日）- EAN 4547366481594、EAN 4547366481600。
- 井上梨名：恋して❤りなウェーブ（2020年12月9日）- EAN 4547366481617。
- 僕たちの嘘と真実 Documentary of 欅坂46（2021年2月3日）- EAN 4988104127983。
- 欅坂46 THE LAST LIVE（2021年3月24日）- EAN 4547366496833。
- 櫻坂46 デビューカウントダウンライブ!!（2021年4月14日）- EAN 4547366498608。
- Making of デビューカウントダウンライブ!!（2021年4月14日）- EAN 4547366498615。
- 小池美波×井上梨名 SAKURA BANASHI 〜いま、話したいこと〜（2021年4月14日）- EAN 4547366498639。
- Sakurazaka46 BACKS LIVE!! 〜Center Performance Collections〜（2021年10月13日）- EAN 4547366524567、EAN 4547366524574、EAN 4547366524581、EAN 4547366524598。
- 井上梨名×幸阪茉里乃×関有美子×守屋麗奈 SAKURA MEGURI（2021年10月13日）- EAN 4547366524574。
- Sakurazaka46 3rd Single BACKS LIVE!! 〜Center Performance Collections〜 （2022年4月6日）- EAN 4547366549836、EAN 4547366549843、EAN 4547366549850。
- Sakurazaka46 1st TOUR 2021 FINAL at さいたまスーパーアリーナ（2022年8月3日）- EAN 4547366567960。
- W-KEYAKI FES. 2021 -DAY1- at 富士急ハイランド コニファーフォレスト（2022年8月3日）- EAN 4547366567977。
- 2nd YEAR ANNIVERSARY 〜Buddies感謝祭〜（2023年7月10日）- EAN 4547366621686、EAN 4547366621693。
- Sakurazaka46 3rd TOUR 2023 TOUR FINAL at 大阪城ホール（2023年10月18日）- EAN 4547366642025、EAN 4547366642032。
- 海外ライブのついでにゆる～く撮ってきちゃいました！～パリ編～（2024年2月21日）- EAN 4547366663501。
- 海外ライブのついでにゆる～く撮ってきちゃいました！～マレーシア&フィリピン編～（2024年2月21日）- EAN 4547366663518。
- Sakurazaka46 7th Single BACKS LIVE!! ～Center Performance Collections～（2024年6月26日）- EAN 4547366685695、EAN 4547366685701、EAN 4547366685718。
- Behind the scenes of Sakurazaka46 7th Single BACKS LIVE!!（2024年6月26日）- EAN 4547366685725。

## 出演

### バラエティ
- ラヴィット！（2023年4月5日 - 6月28日、TBSテレビ）- 水曜「ラヴィット！ ファミリー」（シーズンレギュラー）[9]

### ラジオ
- 櫻坂46 こちら有楽町星空放送局（2022年6月5日 - 、ニッポン放送） - メインパーソナリティ[8]。